# Wolfgang Arendt (Mathematiker)
Wolfgang Arendt (* 4. März 1950 in Herzberg (Elster)) ist ein deutscher Mathematiker mit dem Spezialgebiet Funktionalanalysis und Evolutionsgleichungen. Er lehrt und forscht an der Universität Ulm.

## Leben
Von 1968 bis 1975 studierte Arendt Mathematik und Physik an der Freien Universität Berlin, der Université Nice Sophia Antipolis und der Eberhard Karls Universität Tübingen.
1979 wurde er bei Helmut H. Schaefer an der
Universität Tübingen promoviert (Über das Spektrum regulärer Operatoren).
Nach einem Postdoc an der University of California habilitierte er sich 1984 an der Universität Tübingen (Generators of positive semigroups and resolvent positive operators).
Von 1987 bis 1995 war er Professor an der Universität der Franche-Comté. Ab 1995 war Arendt Leiter des Instituts für Angewandte Analysis an der Universität Ulm, wo er seit 2018 als Seniorprofessor tätig ist.
Wolfgang Arendt ist verheiratet und hat drei Kinder.

## Forschung und Lehre
Wolfgang Arendt beschäftigt sich mit funktionalanalytischen Methoden in der Theorie
partieller Differentialgleichungen, insbesondere mit Operatorhalbgruppen.
Seine meistzitierten Arbeiten beschäftigen sich mit Anwendungen der vektorwertigen Laplace-Transformation, der Verbandstheorie und der harmonischen Analyse auf Operatorhalbgruppen.
Zu seinen bekanntesten Resultaten gehört das Arendt-Batty-Lyubich-Phong(ABLV)-Theorem.
Arendt betreute mehr als 25 Promotionsvorhaben und verfasste über 130 wissenschaftliche Publikationen. Er ist unter anderem Hauptherausgeber der Zeitschrift Journal of Evolution Equations.
Zusammen mit Kollegen aus Tübingen, Karlsruhe und Konstanz hat Arendt die TULKKA Arbeitsgruppe ins Leben gerufen. Zudem ist er Mitbegründer des jährlichen internationalen Internetseminars zu ausgewählten Themen im Bereich der Evolutionsgleichungen.
Im Jahr 1999 erhielt er den Merckle-Forschungspreis.

## Bücher
- mit Annette Grabosch, Günther Greiner, Ulrich Moustakas, Rainer Nagel, Ulf Schlotterbeck: One-Parameter Semigroups of Positive Operators. Springer-Verlag, Berlin 1986. ISBN 978-3-540-16454-8
- mit Charles J. K. Batty,  Matthias Hieber und Frank Neubrander: Vector-valued Laplace transforms and Cauchy problems. Monographs in Mathematics, 96. Birkhäuser Verlag, Basel 2001. ISBN 3-7643-6549-8
- als Herausgeber, mit Wolfgang P. Schleich: Mathematical Analysis of Evolution, Information, and Complexity. Wiley, 2009. ISBN 978-3-527-40830-6
- mit Karsten Urban: Partielle Differenzialgleichungen: Eine Einführung in analytische und numerische Methoden. Spektrum Akademischer Verlag, 2010. ISBN 978-3-827-41942-2